# Maseru
Maseru (även Masero) är huvudstad i Lesotho sedan självständigheten 1966 och även huvudstad i distriktet Maseru. Maseru har omkring 194 400 invånare (2004) och är landets enda riktiga stad. Den är belägen i västra delen av landet, vid Caledonflodens vänstra sida, nära gränsen mot den sydafrikanska Fristatsprovinsen. Den närmaste sydafrikanska staden är Ladybrand.
Maseru grundades av basothohövdingen Moshoeshoe I 1869, och var en liten handelsstad när den gjordes till huvudstad i Brittiska Basutoland. Den var huvudstad i det brittiska protektoratet mellan 1869 och 1871 samt mellan 1884 och 1966.
Maseru har järnvägsförbindelse med Marseilles i Sydafrika, och är ett viktigt handelscentrum. I staden tillverkas bland annat ljus och mattor. Lesothos nationella universitet, grundat 1966, samt en internationell flygplats ligger nära staden.